# Якуб Шидловєцький (молодший)
Якуб Шидловєцький гербу Одровонж (нар. бл. 1453 — пом. 1509) — державний діяч Королівства Польського, королівський придворний (1485) і секретар (1492), бурґграф краківський (1493—1501), підскарбій надвірний (1494—1498) і Королівства Польського (1501—1509), каштелян сандомирський (1506—1509); староста сохачевський (1498—1504), болімовський, ленчицький (1502—1506), казімєзький, крешівський і сандомирський (1506—1509).

## Життєпис
Якуб народився близько 1453 року. Був, найімовірніше, четвертим сином Станіслава Шидловєцького та його першої дружини Барбари зі Староседлиців і Оронського. Мав двох рідних братів і одну сестру, а також, 7 братів і 8 сестер від другого шлюбу батька.
1471 року став студентом Краківського університету.
Під керівництвом свого батька — охмістра двору, з 1476 року Якуб був покоївцем королівських синів. 1485 року Якуб став придворним Казимира Ягеллончика. При дворі служили також два його молодших зведених брати: Пйотр і Міколай. Після делегування до двору королевича Яна Ольбрахта, став одним із найближчих соратників спадкоємця престолу, був його скарбником (1489), після коронації 1492 року був королівським секретарем. Протягом 1493—1501 років був бурґграфом краківським. На нього також покладалися обов'язки надвірного підскарбія, які він потім офіційно виконував після призначення на цю посаду 1 січня 1494 року, обіймав її до 1498 року.
1498 року став старостою сохачевським, наступного року отримав у заставу староство болімовське.
20 березня 1501 року Якуб Шидловєцький був призначений підскарбієм Королівства Польського. Новообраний король Олександр Ягеллончик залишив його на цій посаді, невдовзі надав також нові староства. Протягом 1502—1506 років Якуб був старостою ленчицьким, потім отримав староства казімєзьке та крешівське. Був послом малопольським на Пйотркувський сейм 1503 року. Підписав конституцію Nihil novi на вальному сеймі в Радомі 1505 року.

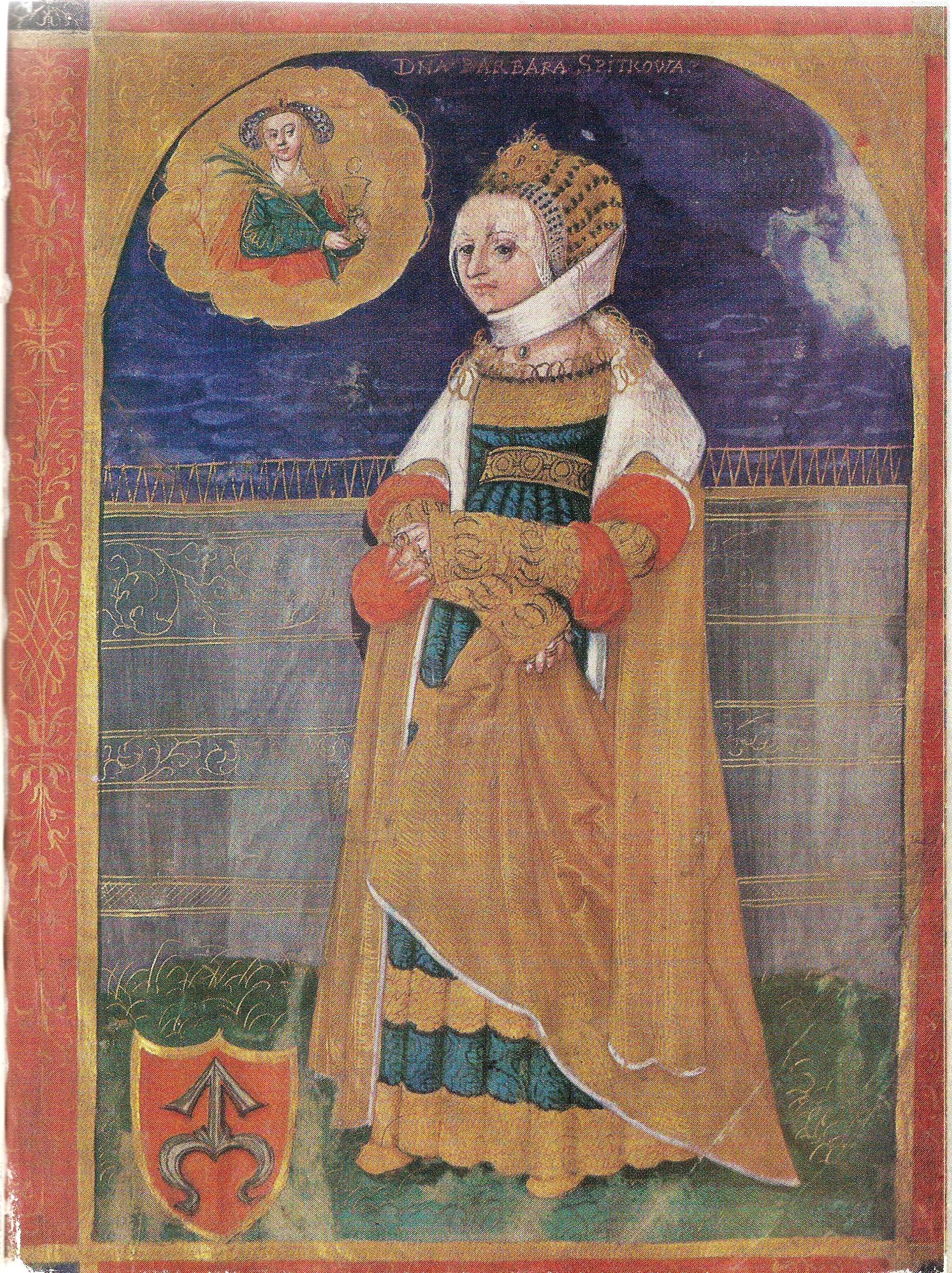
Барбара з Шидловєцьких Тарновська. Мініатюра Станіслава Самострільника

Як підскарбій він підтримував порядок і ретельність у ведених ним рахунках, був ощадливим як керівник монетного двору. Шидловєцький нерідко власним коштом рятував мізерну королівську скарбницю. 1501 року він виплатив 1152,7 злотих з своєї кишені на покриття королівських витрат, а 1505 року — 2000 злотих і 20 грошей, які король на початку наступного року відшкодовував. Неодноразово був відповідальним за збори спеціально призначених податків для оплати війську, зокрема в 1503 та 1506 роках.

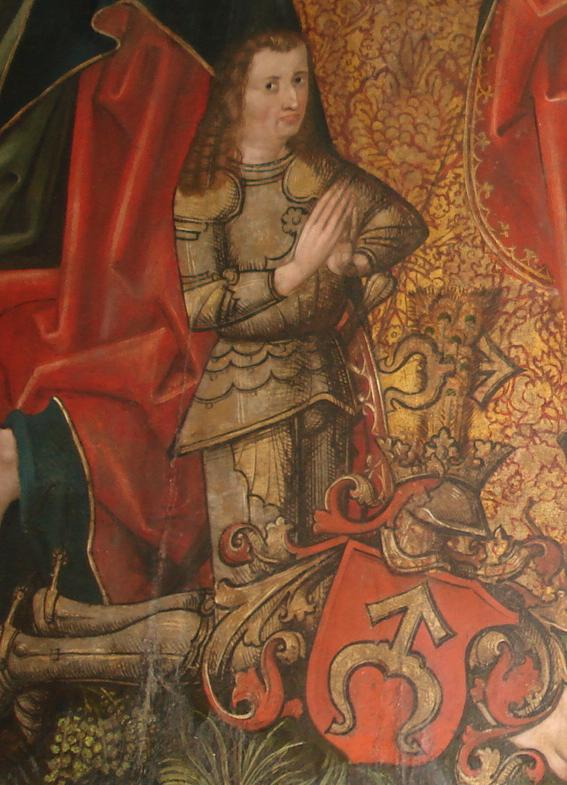
Якуб Шидловєцький на поліптиху в Шидловєцькому костелі

З лютого 1506 року був старостою сандомирським, а з березня — каштеляном сандомирським.
Помер Якуб Шидловєцький, орієнтовно, наприкінці 1509 року. Похований він був у південній каплиці костелу в Шидловці, де також був перепохований братом Кшиштофом Шидловєцьким їхній батько Станіслав.

## Сім'я
Якуб Шидловєцький близько 1492/1493 років одружився з Зофією (пом. після 07.05.1519) невідомого походження, гербу Півкозич. Подружжя мало трьох доньок:
- Анну (пом. перед 1509);
- Зофію (пом. 1534) — дружину Станіслава Лясоцького[pl];
- Барбару (пом. 1563) — дружину Яна Спитка Тарновського[18]

## Маєтності та фундації

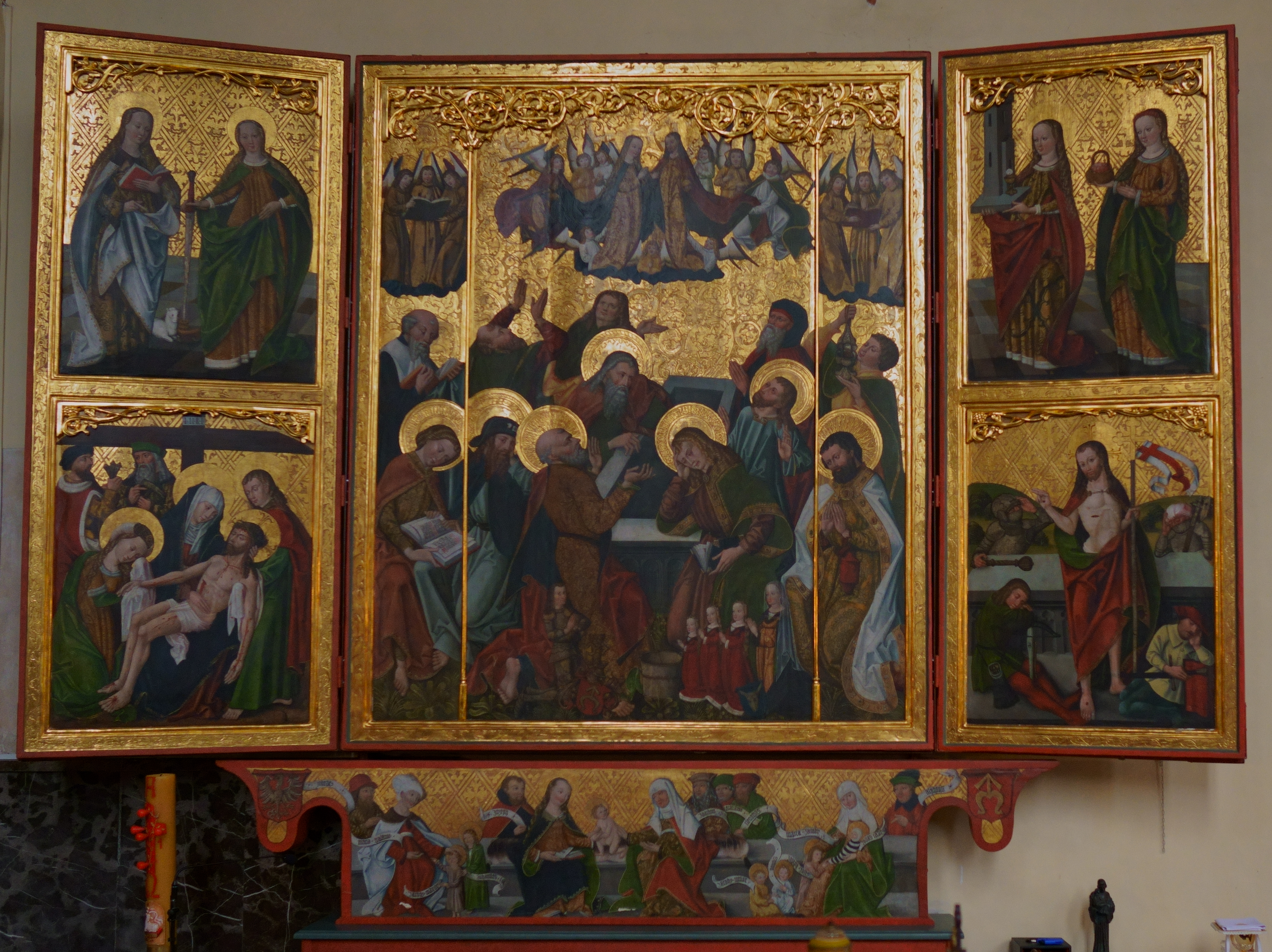
Загальний вигляд поліптиху в Шидловєцькому костелі

Якуб успадкував Цмелюв та маєтки з посагу своєї матері — Ковалі та Жембоцин, а також, Поґожале та Скажисько Ксьонженце (тепер — частини міста Скаржисько-Каменної).

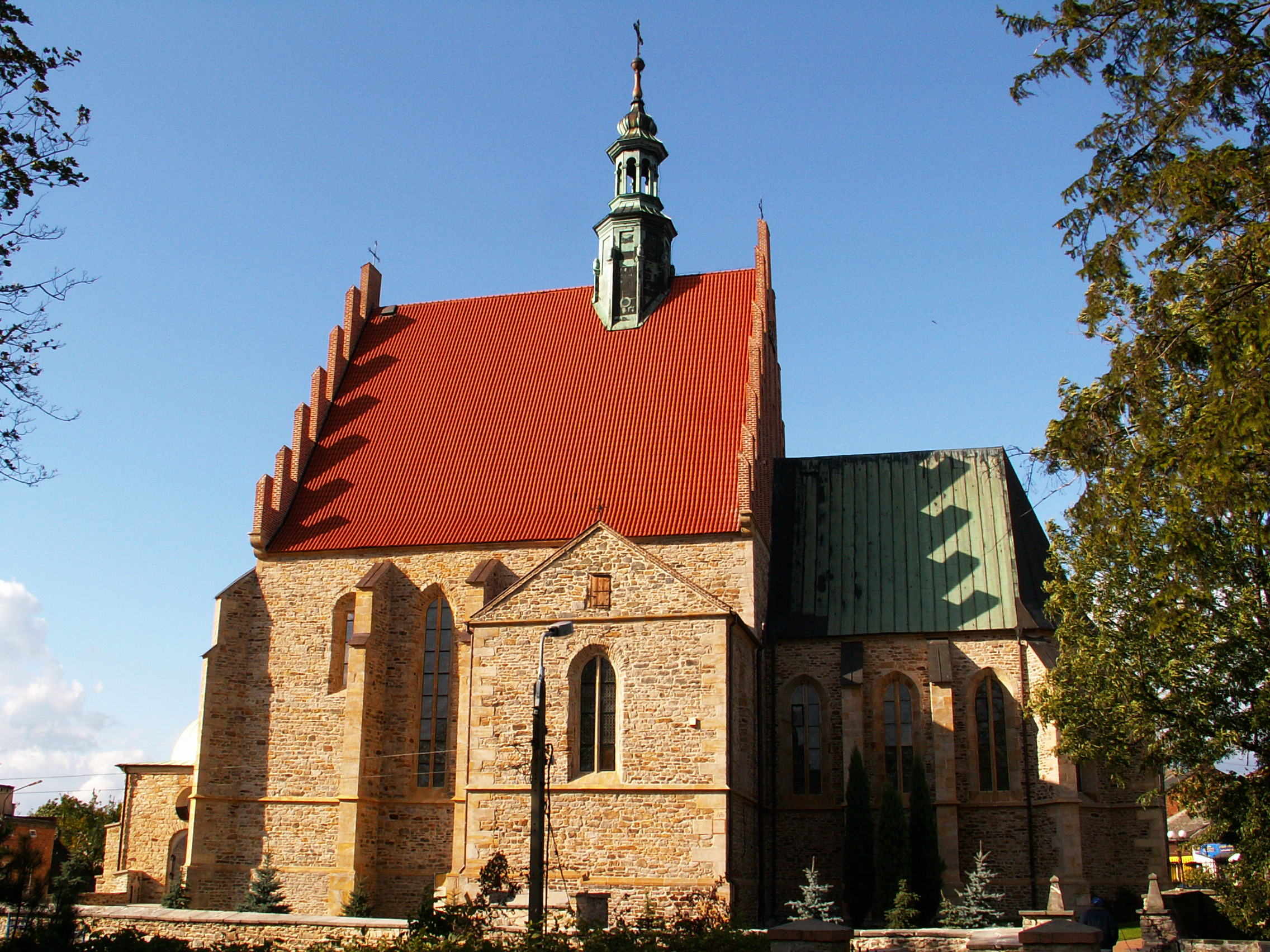
Костел Святого Зиґмунта в Шидловці

1493 року на місці дерев'яного костелу в родинному Шидловці Якуб розпочав будівництво мурованого костелу, яке завершив його брат Міколай. На бічній стіні пресвітерію можна помилуватися пізньоготичним поліптихом, фундованим Якубом Шидловєцьким. На ньому зображено Успіння Пресвятої Богородиці та євангельські сюжети. Він виготовлений у 1507—1510 роках у краківських майстернях. У нижній частині центральної композиції поліптиху зображена родина фундаторів: Якуб Шидловєцький з гербом Одровонж (зліва), його дружина Зофія з гербом Півкозич (справа) і біля неї троє їхніх доньок.
Якуб Шидловєцький посприяв отриманню 1505 року від Олександра Ягеллончика привілею про перетворення Цмелюва на місто. Він також узявся за реконструкцію замку в Цмелюві, ймовірно, він подарував образ Успіння Діви Марії місцевому костелу.